# Мера, Франсуа Виктор
Франсуа́ Викто́р Мера́ де Вомартуа́з (фр. François Victor Mérat de Vaumartoise; 1780—1851) — французский ботаник и врач.

## Биография
Франсуа Виктор Мера родился 16 июля 1780 года в Париже. Учился медицине в Парижском университете. 

В 1803 году была присвоена степень доктора медицины.

С 1803 по 1813 работал в госпитале Шарите в Берлине.  Был одним из редакторов Медицинского словаря. 

Мера скончался 13 марта 1851 года в Париже.

## Гербарий
Гербарий Мера де Вомартуаза в 1880 году был продан ботанику Альфонсу Майе (1813—1865). Затем гербарий Майе был разделён и продан различным ботаникам Европы. Части этого гербария в настоящее время находятся в Университете Гренобля — I (GR), Женевском ботаническом саду (G), и в Парижском музее естественной истории (P, PC).

## Некоторые научные работы
- Mérat, F.V. (1812—1841). Nouvelle flore des environs de Paris. 5 ed.
- Mérat, F.V. (1837). Synopsis de la nouvelle flore des environs des Paris. 315 p.
- Mérat, F.V. (1840). Notice sur un hépatique, regardée comme l'individu mâle du Marchantia conica, L. 12 p.
- Mérat, F.V. (1843). Revue de la flora parisienne. 490 p.

## Роды растений, названные в честь Ф. В. Мера де Вомартуаза
- Meratia A.DC., 1846, nom. illeg. [syn.  Moritzia DC. ex Meisn., 1840]
- Meratia Cass., 1824, nom. illeg. [syn.  Delilia Spreng., 1826]
- Meratia Loisel., 1818, nom. rej. [syn.  Chimonanthus Lindl., 1819, nom. cons.]